# 명제함수
p·q를 임의의 명제(論理變項)로 하면, 'p라면 q이다'라는 글은 사고방식의 한 테두리형식)로서 p·q에 구체적인 명제를 대입함으로써 진위를 판정할 수 있는 하나의 명제이다. 이 같은 형식화한 명제를 명제형식이라 한다. 또한 p·q의 진위를 알 수 있으면 이 명제형식의 진위도 판정할 수 있다는 뜻에서 명제함수(命題函數)라고도 한다.